# Begin Twintig
Begin Twintig is het tweede officiële album van The Opposites. Het album kwam uit bij Top Notch.

## Geschiedenis
Het was aanvankelijk niet de bedoeling dat Dom, Lomp & Famous op het album zou komen te staan, maar omdat het op de radio een grote hit werd, werd het nummer op het laatste moment nog aan het album toegevoegd.
Nadat in 2008 de mixtape Op Volle Toeren was uitgekomen en een groot succes was geworden, voegden The Opposites de mixtape bij het album als bonus-cd.

## Tracklist
1. Hol Van De Leeuw
2. Vandaag
3. Jouw Pijn, Mijn Pijn (met Esha)
4. Jonge Ondernemer
5. Sjonnie & Anita
6. LowLife
7. Outsider
8. South Africa
9. 'T Gaat Maar Door
10. Dom, Lomp & Famous (met Dio & Willie Wartaal)
11. Me Nikes (met Sef)
12. Leven is een Droom
13. Jij Niks Ik Alles
14. Voor Mij (met EliZe)
15. Fokt Op (met Junior)
16. Allemaal Veranderd
17. Van De Top Naar De Underground
18. Zij Aan Zij (met Esha)
19. Kom Nie Hier (met Kempi) (bonusnummer)
20. Geen Klasse, Geen Style (met Reverse) (bonusnummer)

## Uitgaven
| Druk | Jaar | Informatie                        | Label                 |
| ---- | ---- | --------------------------------- | --------------------- |
| 1e   | 2007 | + poster                          | Top Notch / PIAS      |
| 2e   | 2008 | + poster                          | Top Notch / Universal |
| 3e   | 2008 | + poster +Op Volle Toeren Mixtape | Top Notch / Universal |

## Hitnotering
| Album met eventuele hitnotering(en) in de Nederlandse Album Top 100 | Datum van verschijnen | Datum van binnenkomst | Hoogste positie | Aantal weken | Opmerkingen |
| ------------------------------------------------------------------- | --------------------- | --------------------- | --------------- | ------------ | ----------- |
| Begin twintig                                                       | 2007                  | 15-09-2007            | 23              | 19           |             |

## Singles
| Single met eventuele hitnotering(en) in de Nederlandse Top 40 | Datum van verschijnen | Datum van binnenkomst | Hoogste positie | Aantal weken | Opmerkingen                              |
| ------------------------------------------------------------- | --------------------- | --------------------- | --------------- | ------------ | ---------------------------------------- |
| Dom, Lomp & Famous                                            | 2007                  | 27-10-2007            | 21              | 6            | met Dio & Willie Wartaal (+South Africa) |
| Vandaag/Me Nikes                                              | 2008                  |                       |                 |              | Me Nikes met Sef                         |

Alleen Dom, Lomp & Famous kwam in de Nederlandse Top 40, de rest van de singles kwamen soms wel in de Single Top 100.

### Videoclips
2007
- Dom, Lomp & Famous met Dio & Willie Wartaal
  - +South Africa
- Kom Niet Hier met Kempi
- Geen Klasse, Geen Stijl met Reverse

2008
- Me Nikes met Sef
- Vandaag

2009
- Sjonnie & Anita

### Dom, Lomp & Famous
Dom, Lomp & Famous is de 3e single van The Opposites, maar de eerste single van het nieuwe album Begin Twintig. Het nummer werd samen met Dio en Willie Wartaal gemaakt. Het was bedoeld voor discotheken en zou oorspronkelijk niet eens op het album komen te staan. Omdat het een grote hit werd, gebeurde dat toch en verscheen de muziek op cd. De muziek is vrijwel geheel gebaseerd op samples uit het nummer "Liar, Liar" van The Castaways, een nummer uit 1965.
Videoclip
Voor de videoclip gingen ze naar Parijs. Daar werd de clip opgenomen door Habbekrats. Ook de New Kids spelen een rol in de videoclip. De outro van de video is het korte nummertje South Africa.
Tracklist
- 01. Dom, Lomp & Famous
- 02. South Africa
- 03. Dom, Lomp & Famous (karaokeversie)
- 04. Dom, Lomp & Famous (a-capellaversie)

Hitnotering
| "Dom, Lomp & Famous" in de Nederlandse Top 40 | "Dom, Lomp & Famous" in de Nederlandse Top 40 | "Dom, Lomp & Famous" in de Nederlandse Top 40 | "Dom, Lomp & Famous" in de Nederlandse Top 40 | "Dom, Lomp & Famous" in de Nederlandse Top 40 | "Dom, Lomp & Famous" in de Nederlandse Top 40 | "Dom, Lomp & Famous" in de Nederlandse Top 40 | "Dom, Lomp & Famous" in de Nederlandse Top 40 |
| Week                                          | 1                                             | 2                                             | 3                                             | 4                                             | 5                                             | 6                                             | 7                                             |
| --------------------------------------------- | --------------------------------------------- | --------------------------------------------- | --------------------------------------------- | --------------------------------------------- | --------------------------------------------- | --------------------------------------------- | --------------------------------------------- |
| Nummer                                        | 30                                            | 25                                            | 21                                            | 21                                            | 24                                            | 40                                            | uit                                           |

| "Slaap / Oew Oew" in de Nederlandse Single Top 100 - binnen: 11-02-2006 | "Slaap / Oew Oew" in de Nederlandse Single Top 100 - binnen: 11-02-2006 | "Slaap / Oew Oew" in de Nederlandse Single Top 100 - binnen: 11-02-2006 | "Slaap / Oew Oew" in de Nederlandse Single Top 100 - binnen: 11-02-2006 | "Slaap / Oew Oew" in de Nederlandse Single Top 100 - binnen: 11-02-2006 | "Slaap / Oew Oew" in de Nederlandse Single Top 100 - binnen: 11-02-2006 | "Slaap / Oew Oew" in de Nederlandse Single Top 100 - binnen: 11-02-2006 | "Slaap / Oew Oew" in de Nederlandse Single Top 100 - binnen: 11-02-2006 | "Slaap / Oew Oew" in de Nederlandse Single Top 100 - binnen: 11-02-2006 | "Slaap / Oew Oew" in de Nederlandse Single Top 100 - binnen: 11-02-2006 | "Slaap / Oew Oew" in de Nederlandse Single Top 100 - binnen: 11-02-2006 | "Slaap / Oew Oew" in de Nederlandse Single Top 100 - binnen: 11-02-2006 | "Slaap / Oew Oew" in de Nederlandse Single Top 100 - binnen: 11-02-2006 |
| Week                                                                    | 1                                                                       | 2                                                                       | 3                                                                       | 4                                                                       | 5                                                                       | 6                                                                       | 7                                                                       | 8                                                                       | 9                                                                       | 10                                                                      | 11                                                                      | 12                                                                      |
| ----------------------------------------------------------------------- | ----------------------------------------------------------------------- | ----------------------------------------------------------------------- | ----------------------------------------------------------------------- | ----------------------------------------------------------------------- | ----------------------------------------------------------------------- | ----------------------------------------------------------------------- | ----------------------------------------------------------------------- | ----------------------------------------------------------------------- | ----------------------------------------------------------------------- | ----------------------------------------------------------------------- | ----------------------------------------------------------------------- | ----------------------------------------------------------------------- |
| Nummer                                                                  | 50                                                                      | 34                                                                      | 46                                                                      | 24                                                                      | 23                                                                      | 32                                                                      | 31                                                                      | 33                                                                      | 47                                                                      | 47                                                                      | 80                                                                      | uit                                                                     |

Prijzen
In 2007 won de single een Gouden Greep voor beste nummer en beste clip.

## Prijs
In 2007 werd het album genomineerd bij de Gouden Greep Awards in de categorie Beste Album en won het de prijs.